# Novosedlo
Novosedlo (německy Neugrund) je vesnice v okrese Česká Lípa v Libereckém kraji, která tvoří místní část města Žandova.

## Historie
První zmínky o osady Novosedlo pocházejí pravděpodobně z 2. poloviny 15. století. Starší záznamy ze 13. století nejsou průkazné a nelze je nijak doložit (ves Nawosedly uváděná v roce 1276 je zřejmě obec u Kravař). Kolem roku 1470 ves patřila pod panství Radousov. Kolem roku 1544 se uvádí Nowosiedlo při potvrzení berkovských nároků na kravařské zboží českým králem. V roce 1596 bylo německy zmíněno jméno Neugrund při připojení Horní Police k Zákupům. V roce 1654 podle berní ruly měla ves 5 obyvatel. Roku 1664 mělo Novosedlo 7 obyvatel, v roce 1787 zde stálo 13 domů. V roce 1833 měla ves 101 obyvatel a 18 usedlostí. Do roku 1848 patřilo panství Police Leopoldu II., velkovévodovi Toskánskému. Roku 1918 dostala osada český název Novosedlo. V roce 1930 zde bylo 86 obyvatel a 17 domů. Ve vsi byla myslivna a hostinec. Po druhé světové válce byla většina původních obyvatel vysídlena. V roce 1950 se Novosedlo stalo osadou obce Žandov. V roce 1965 žilo v osadě 7 stálých obyvatel, v roce 1975 však již pouze jeden stálý osadník.
V současnosti je osada využívána převážně k rekreaci, ovšem je zde již několik stále žijících obyvatel, takže se do Novosedla po letech opět vrací život. Několik domů bylo renovováno, vyrostly zde i nové objekty.